# Doctor Who: Unleashed
Doctor Who Confidential
Doctor Who: Unleashed est une série documentaire et making-off créée par la BBC pour compléter les nouveaux épisodes de l'ère du Whoniverse de Doctor Who depuis le 17 novembre 2023, date de diffusion du premier épisode juste après le minisode Destination: Skaro. Il est animé par l'ancien présentateur de Newsbeat, Steffan Powell, et est considéré comme un successeur spirituel de Doctor Who Confidential.

## Production
En avril 2023, il a été rapporté qu'une série similaire à Doctor Who Confidential serait présentée en parallèle des épisodes spéciaux des 60 ans de la série. À la suite de cela, lors de la GalaxyCon, David Tennant a fait référence à une équipe en coulisses sur le tournage des spéciaux, déclarant que "Tout a été filmé par toutes les différentes personnes à la manière de Doctor Who Confidential, vous verrez donc tout ça. Mais c'était très excitant pour nous, qu'ils nous rendent visite sur le plateau."
Le 27 septembre 2023, Unleashed a été officiellement annoncé et devait être diffusé sur BBC Three et BBC iPlayer dans des épisodes de 30 minutes, présentés sur le plateau par l'ancien présentateur de Newsbeat, Steffan Powell, contrairement au style filmé sur le vif de Confidential.
Le 22 juin 2024, il a été annoncé que Unleashed sera de retour en 2025 pour la Saison 2 de Doctor Who.
Le 10 mars 2025, le réalisateur et producteur Jonathon Aiken annonce quitter son poste, après 3 ans de collaboration avec l'univers de Doctor Who, pour partir en freelance et trouver d'autres projets à réaliser. Cependant, rien ne prouve que l'émission en elle-même s'arrête. Depuis ce même jour, chaque épisode de l'émission (à l'exception de celui de Destination: Skaro) a été publié sur la chaîne YouTube de Doctor Who, entre le 10 et 21 mars 2025.
Depuis La Révolution des Robots, les épisodes sont publiés sur la chaîne YouTube de Doctor Who le même jour que la diffusion de l'épisode.

## Liste des épisodes

### Aperçu
| Saisons | Saisons  | Épisodes         | Diffusion originale | Diffusion originale               | Diffusion originale                 |
| Saisons | Saisons  | Épisodes         | Première diffusion  | Dernière diffusion                | Plateforme                          |
| ------- | -------- | ---------------- | ------------------- | --------------------------------- | ----------------------------------- |
|         | Spéciaux | Minisode         | 17 novembre 2023    | 17 novembre 2023                  | BBC iPlayer / BBC Three             |
| 3       | Spéciaux | 25 novembre 2023 | 9 décembre 2023     |                                   | BBC iPlayer / BBC Three             |
|         | Saison 1 | Spécial          | 25 décembre 2023    | 25 décembre 2023                  | BBC iPlayer / BBC Three             |
| 9       | Saison 1 | 11 mai 2024      | 22 juin 2024        |                                   | BBC iPlayer / BBC Three             |
|         | Saison 2 | Spécial          | 25 décembre 2024    | 25 décembre 2024                  | BBC iPlayer / BBC Three             |
| 9       | Saison 2 | 12 avril 2025    | 31 mai 2025         | BBC iPlayer / YouTube / BBC Three |                                     |
|         | Spécial  | 1                | 7 juin 2025         | 7 juin 2025                       | BBC iPlayer / BBC Wales / BBC Three |

### Spéciaux(2023)
| N° UNL   | N° Série | Titre                    | Personnes Interviewées | Date de diffusion |
| Minisode | Minisode | Minisode                 | Minisode | Minisode          |
| -------- | -------- | ------------------------ | --- | ----------------- |
| 1        | X        | Destination: Skaro       | David Tennant, Russell T Davies, Mawaan Rizwan, Vicki Delow, Scott Handcock, Barnaby Edwards | 17 novembre 2023  |
| Spéciaux |          |                          | |                   |
| 2        | 1        | La Créature stellaire    | David Tennant, Catherine Tate, Russell T Davies, Yasmin Finney, Dave Gibbons, Pat Mills, Cecily Fay, Paul Kasey, Loren Clark, Elaine Morris, Gerard Moore, Brian Herring, Miriam Margolyes, Angharad Evans | 25 novembre 2023  |
| 3        | 2        | Aux Confins de l'Univers | David Tennant, Catherine Tate, Russell T Davies | 2 décembre 2023   |
| 4        | 3        | Le Fabricant de Jouets   | David Tennant, Catherine Tate, Russell T Davies, Ruth Madeley, Neil Patrick Harris, Ncuti Gatwa | 9 décembre 2023   |

### 1reSaison(2023-2024)
| N° UNL  | N° Série | Titre                     | Personnes Interviewées | Date de diffusion |
| Spécial | Spécial  | Spécial                   | Spécial | Spécial           |
| ------- | -------- | ------------------------- | --- | ----------------- |
| 5       | 0        | L'église de Ruby Road     | Ncuti Gatwa, Millie Gibson, Russell T Davies | 25 décembre 2023  |
| Saison  |          |                           | |                   |
| 6       | 1        | Les Bébés de l'Espace     | Ncuti Gatwa, Millie Gibson, Russell T Davies, Robert Strange, Ellen Marsh | 11 mai 2024,      |
| 7       | 2        | L'Accord du Diable        | Ncuti Gatwa, Millie Gibson, Russell T Davies, Jinkx Monsoon, Murray Gold, Ben Chessell                                                                                         | 11 mai 2024,      |
| 8       | 3        | BOUM                      | Ncuti Gatwa, Millie Gibson, Russell T Davies, Steven Moffat | 18 mai 2024       |
| 9       | 4        | 73 Yards                  | Ncuti Gatwa, Millie Gibson, Russell T Davies, Aneurin Barnard | 25 mai 2024       |
| 10      | 5        | Œil et Cerveau Bulle      | Ncuti Gatwa, Millie Gibson, Russell T Davies, Callie Cooke, Vicki Delow, Dylan Holmes Williams                                                                                 | 1er juin 2024     |
| 11      | 6        | Rogue                     | Ncuti Gatwa, Millie Gibson, Russell T Davies, Kate Herron, Briony Redman, Jonathan Groff, Indira Varma, Pam Downe                                                              | 8 juin 2024       |
| 12      | 7        | La Légende de Ruby Sunday | Ncuti Gatwa, Millie Gibson, Russell T Davies, Yasmin Finney, Jemma Redgrave, Genesis Lynea, Lenny Rush, Susan Twist, Aidan Cook, Phil Sims, Jamie Donoughue                    | 15 juin 2024      |
| 13      | 8        | L'Empire de Mort          | Ncuti Gatwa, Millie Gibson, Russell T Davies, Jamie Donoughue, Bonnie Langford, Anita Dobson, Angela Wynter, Gabriel Woolf, Joel Collins, Sebastian Barker                     | 22 juin 2024,     |
| 14      | 9        | Unseen[a]                 | Scott Handcock, Phil Collinson, Julie Anne Robinson, Paul Joseph, Jessica Barfoot, Amol Rajan, Iwan Roberts, Shuaib Said, Kitty Carin-Boyd, Jackie Saundercock, Juliet Ireland | 22 juin 2024,     |

### 2eSaison(2024-2025)
| N° UNL  | N° Série | Titre                                    | Personnes Interviewées | Date de diffusion |
| Spécial | Spécial  | Spécial                                  | Spécial | Spécial           |
| ------- | -------- | ---------------------------------------- | --- | ----------------- |
| 15      | 0        | JOY-eux Noël                             | Ncuti Gatwa, Steven Moffat, Russell T Davies, Nicola Coughlan, Danny Hargreaves, Michael van Kesteren, Alex Sanjiv Pillai, Jonathan Aris, Neill Gorton | 25 décembre 2024  |
| Saison  |          |                                          | |                   |
| 16      | 1        | La Révolution des Robots                 | Varada Sethu, Russell T Davies, Jonny Green, Robert Strange, Stephen Love, Sharon King, Peter Hoar, Phil Sims, Danny Hargreaves | 12 avril 2025,    |
| 17      | 2        | Lux                                      | Ncuti Gatwa, Russell T Davies, Varada Sethu, Ian Spendloff, Neil Boyle, Daniella Marsh, Jamie Talbutt, Louise Brown, Linus Roache, Amanda Brotchie, Ifan Lewis, Cassius Hackforth, Shuaib Said, Chris May, Anita Dobson | 19 avril 2025,    |
| 18      | 3        | Le Puits                                 | Ncuti Gatwa, Rose Ayling-Ellis, Sarah Lawrence, Jess Gardner, Russell T Davies, Amanda Brotchie, Varada Sethu, Rhys Jones, Bethany Antonia, Caoilfhionn Dunne, Christopher Chung, Derek Lea, Paul Kasey, Chris May, Devante Fleming, Salma Salah, Beyagy Demba | 26 avril 2025,    |
| 19      | 4        | Jour de chance                           | Millie Gibson, Russell T Davies, Ncuti Gatwa, Jonah Hauer-King, Pete McTighe, Peter Hoar, Michelle Victoria McGrath, Alex Moore, Jennifer Day, Ruth Madeley, Jemma Redgrave, Alex Jones, Evangeline Davies, Sarah MacLeod, Neill Gorton, Paul Kasey, Gethin Alderman | 3 mai 2025,       |
| 20      | 5        | Le Moteur à Histoires                    | Ncuti Gatwa, Inua Ellams, Russell T Davies, Varada Sethu, Sharon King, Taiye Omokore, Ephraim Onyegbule, Ariyon Bakare, Stefan Adegbola, Michael Balogun, Rhys Jones, Devante Fleming, Makalla McPherson, Vicki Delow, Rosey-Pepper Mortley, Jennifer Day, Llion Joshua, Sule Rimi, Jordan Adene, Jo Martin, Michelle Asante | 10 mai 2025,      |
| 21      | 6        | Le Concours Interstellaire de la Chanson | Russell T Davies, Juno Dawson, Graham Norton, Rylan Clark, Miriam-Teak Lee, Abdoul Razak Ceesay, Varada Sethu, Ncuti Gatwa, Ben A. Williams, Anita Dobson, Geraint Harvard Jones, Jennifer Day, Carole Ann Ford, Erica McEwan, Kiruna Stamell, Molly Baldwin | 17 mai 2025,      |
| 22      | 7        | Le Monde du souhait                      | Russell T Davies, Ncuti Gatwa, Varada Sethu, Chris May, Phill Bull, Alex Sanjiv Pillai, Beyagy Demba, Steve Rees, Devante Fleming, Atilla Akinci, Brad Perry, Hattie Williams, Ralph Sansum, Sarah MacLeod, Sarah-Hoor Aboubakar, Moses Stringer-Ogundeji, Archie Panjabi, Anita Dobson, Julie Fernandez, Benjamin Black, Ruth Madeley, Molly Baldwin, Jemma Redgrave, Alexander Devrient, Phil Sims, Jennifer Day, Jack Murphy | 24 mai 2025,      |
| 23      | 8        | La Guerre de la réalité                  | — | 31 mai 2025,      |

### 20 Years in Wales(2025)
Le 16 mai 2025, il a été officialisé qu'un épisode spécial de Doctor Who: Unleashed allait être diffusé sur BBC Three, BBC iPlayer et BBC Wales, fait spécialement pour célébrer les 20 ans de la New Who. Dans ce spécial, Stefan Powell fera un voyage à travers le temps dans une aventure célébrant les 20 dernières années de la série et sera accompagné d'un grand nombres d'acteurs et actrices ayant joué dans le Whoniverse.
Ce spécial verra le retour d'anciens Docteurs comme David Tennant (10e et 14e) et Jodie Whittaker (13e), ainsi que d'anciens compagnons comme Billie Piper (Rose Tyler), Pearl Mackie (Bill Potts) et Mandip Gill (Yasmin Khan), mais aussi les anciens showrunner Steven Moffat et Chris Chibnall et sans oublier l'actuel Quinzième Docteur, Ncuti Gatwa, accompagné de Varada Sethu dans le rôle de Belinda Chandra et de Russell T Davies, l'actuel showrunner qui a ramené la série en 2025.
Le 28 mai 2025, la diffusion du spécial de Doctor Who: Unleashed pour célébrer les 20 ans de la « New Who » a été confirmé pour le 7 juin 2025 et aura une durée de 59 minutes. Parmis le cast déjà officialisé, il a été annoncé que Karen Gillan (Amy Pond) et Arthur Darvill (Rory Williams) ferait également partis du spécial.
| N° UNL | N° Série | Titre             | Personnes Interviewées | Date de diffusion |
| ------ | -------- | ----------------- | --- | ----------------- |
| 24     | —        | 20 Years in Wales | David Tennant, Jodie Whittaker, Billie Piper,Karen Gillan, Arthur Darvill, Pearl Mackie, Mandip Gill, Steven Moffat, Chris Chibnall, Ncuti Gatwa, Varada Sethu, Russell T Davies, Julie Gardner, Euros Lyn, Edward Thomas, Ray Holman, Steffan Morris, Angharad Evans | 7 juin 2025       |

## Remarques
- [a] L'épisode Unseen est en réalité un condensé de moments de tournage et de la production qui n'ont pas été montré dans les Unleashed précédents, en faisant, ainsi, un best-off final de la Saison 1 de Unleashed.